# ФК Рубин Казањ
ФК Рубин Казањ (рус. Футбольный клуб Рубин Казань; тат. Рубин Казан футбол төркеме) је руски фудбалски клуб из Казања, област Татарстан. Тренутно се такмичи у Премијер лиги Русије.
Клуб се раније звао „Искра“ (1958-1964) и „Рубин-ТАН“ (1992-1993). Интересантно је то да Рубин никад није играо у Првој лиги Совјетског Савеза. Своју дебитантску сезону у Премијер лиги Русије одиграли су 2003. Освојио је титулу Премијер лиге 2008. и 2009, као и трофеј Купа Русије 2012. и Суперкупа Русије 2010. и 2012.

## Успеси

### Национални
- Премијер лига Русије

- Првак (2) : 2008, 2009.
- Трећи (2): 2003, 2010.

- Куп Русије

- Освајач (1): 2011/12.
- Финалиста (1): 2008/9.

- Суперкуп Русије

- Освајач (2): 2010, 2012.
- Финалиста (1): 2009.

### Међународни
- Куп Заједнице независних држава

- Освајач (1): 2010.

## Тренутни састав
Ажурирано 24. фебруара 2020.
| Бр. |            | Позиција | Играч                                           |
| --- | ---------- | -------- | ----------------------------------------------- |
| 1   | Русија     | Г        | Давид Волк                                      |
| 2   | Шведска    | О        | Карл Старфелт                                   |
| 3   | Русија     | О        | Константин Плијев (на позајмици из Ростова)     |
| 4   | Хрватска   | О        | Силвије Бегић                                   |
| 5   | Хрватска   | О        | Филип Уремовић                                  |
| 7   | Русија     | С        | Вјачеслав Потберјозкин                          |
| 8   | Швајцарска | С        | Дарко Јевтић                                    |
| 10  | Русија     | С        | Игор Коновалов                                  |
| 11  | Грузија    | С        | Зурико Давиташвили                              |
| 12  | Русија     | С        | Александар Зујев (на позајмици из Ростова)      |
| 14  | Русија     | О        | Владимир Гранат                                 |
| 15  | Русија     | С        | Дмитри Тарасов                                  |
| 18  | Русија     | С        | Павел Могилеветс                                |
| 19  | Русија     | Н        | Иван Игнатијев                                  |
| 20  | Русија     | Н        | Јевгениј Марков (на позајмици из Динамо Москве) |

| Бр. |            | Позиција | Играч                                               |
| --- | ---------- | -------- | --------------------------------------------------- |
| 21  | Грузија    | С        | Хвича Кварацхелија                                  |
| 22  | Русија     | Г        | Јуриј Дјупин                                        |
| 23  | Русија     | Г        | Иван Коновалов                                      |
| 25  | Русија     | С        | Денис Макаров                                       |
| 27  | Бразил     | О        | Пабло (на позајмици из Браге)                       |
| 28  | Данска     | С        | Оливер Абилгор (на позајмици из Олборга)            |
| 33  | Украјина   | О        | Олег Данченко                                       |
| 40  | Таџикистан | Н        | Шахром Самијев                                      |
| 59  | Русија     | С        | Никита Макаров                                      |
| 69  | Русија     | О        | Данил Степанов                                      |
| 71  | Русија     | О        | Николај Појарков (на позајмици из Ростова)          |
| 77  | Русија     | О        | Иља Самошников                                      |
| 87  | Русија     | С        | Солтмурад Бакаев                                    |
| 88  | Русија     | С        | Александар Ташајев (на позајмици из Спартак Москве) |
| 93  | Русија     | Г        | Алексеј Городовој                                   |

## Значајни играчи
| Из Русије и бивших Совјетских земаља - / Виктор Колотов - Жамбулад Базајев - Денис Бојаринцев - Валери Чизов - Ленар Гимулин - Петер Гитселов - Валери Климов - Алексеј Ребко - Дмитри Сеников - Роман Широков - Игор Симутенков - Дмитри Васиљев - Михаил Ашветија - Давид Чаладзе - Георди Кикладзе - Леван Силагадзе | - Виталис Астафјевс - Александар Колинко - Михалис Зизилевс - Миндаугас Калонас - Александру Гачан - Владимир Бајрамов - Павел Карчик - Алексеј Бакарев Европа - Седрик Русел - Јири Новотњи - Адам Петрус - Јерген Јаланд - Фабио Фелицио - Вељко Пауновић - Бранимир Петровић - Гокденис Карадениз - Саво Милошевић | Африка - Ебу Сила - Абделкарим Киси - Селим Бен Ахур Јужна Америка и Кариби - Алехандро Домингез - Валтер Гарсија - Алоизо Хосе да Силва - Бајано - Калисто - Габријел - Жаилсон - Карлос Кастро Мора - Дамани Ралф - Андре Скоти Азија - Ким Донг Хјун |

## ФК Рубин у европским такмичењима
| Сезона   | Такмичење     | Коло               | Држава          | Клуб             | Резултат        |
| -------- | ------------- | ------------------ | --------------- | ---------------- | --------------- |
| 2004/05. | Куп УЕФА      | 2. коло кв.        | Аустрија        | Рапид Беч        | 2-0, 0-3        |
| 2006/07. | Куп УЕФА      | 2. коло кв.        | Белорусија      | Бате Борисов     | 2-0, 3-0        |
|          |               | 1. коло            | Италија         | Парма            | 0-1, 0-1        |
| 2007.    | Интертото куп | 2. коло            | Мађарска        | Залаегерсег      | 3-0, 2-0        |
|          |               | 3. коло            | Аустрија        | Рапид Беч        | 1-3, 0-0        |
| 2009/10. | Лига шампиона | Група Ф            | Украјина        | Динамо Кијев     | 0-0, 1-3        |
|          |               | Група Ф            | Италија         | Интер            | 1-1, 0-2        |
|          |               | Група Ф            | Шпанија         | Барселона        | 0-0, 2-1        |
| 2009/10. | Лига Европе   | шеснаестина финала | Израел          | Хапоел Тел Авив  | 3-0, 0-0        |
|          |               | осмина финала      | Њемачка         | Волфсбург        | 1-1, 1-2 (про)  |
| 2010/11. | Лига шампиона | Група Д            | Данска          | Копенхаген       | 1-0, 0-1        |
|          |               | Група Д            | Шпанија         | Барселона        | 1-1, 0-2        |
|          |               | Група Д            | Грчка           | Панатинаикос     | 0-0, 0-0        |
| 2010/11. | Лига Европе   | шеснаестина финала | Холандија       | Твенте           | 0-2, 2-2        |
| 2011/12. | Лига шампиона | 3. коло кв.        | Украјина        | Динамо Кијев     | 2-0, 2-1        |
|          |               | плеј оф            | Француска       | Олимпик Лион     | 1-1, 1-3        |
| 2011/12. | Лига Европе   | Група А            | Енглеска        | Тотенхем хотспер | 1-0, 0-1        |
|          |               | Група А            | Грчка           | ПАОК             | 2-2, 1-1        |
|          |               | Група А            | Република Ирска | Шамрок роверси   | 4-1, 3-0        |
|          |               | шеснаестина финала | Грчка           | Олимпијакос      | 0-1, 0-1        |
| 2012/13. | Лига Европе   | Група Х            | Италија         | Интер Милано     | 3-0, 2-2        |
|          |               | Група Х            | Србија          | Партизан         | 2-0, 1-1        |
|          |               | Група Х            | Азербејџан      | Нефтчи Баку      | 1-0, 1-0        |
|          |               | шеснаестина финала | Шпанија         | Атлетико Мадрид  | 0-1, 2-0        |
|          |               | осмина финала      | Шпанија         | Леванте          | 2-0, 0-0 (прод) |
|          |               | четвртфинале       | Енглеска        | Челси            | 3-2, 1-3        |
| 2013/14. | Лига Европе   | 2. коло кв.        | Србија          | Јагодина         | 1-0, 3-2        |